# Глогув
Гло́гув (пол. Głogów, сил. Głogůw), Глогау (нем. Glogau, сил.-нем. Glauge) — город в Польше, входит в Глогувский повет Нижнесилезского воеводства. Имеет статус городской гмины. Занимает площадь 37,32 км². Численность населения  по состоянию на 2007 год — 69 608 человек.

## Известные уроженцы и жители
- Генрих I Бородатый (1163—1238) — князь Силезии и Великой Польши.
- Глоговчик, Ян (1445—1507) — польский астроном, математик, богослов, философ, врач и педагог.
- Цастров, Карл Людвиг фон (1784—1835) — прусский военачальник, генерал.
- Шульц, Иероним (нем. Hieronymus Schulz; 1460—1522) — немецкий епископ Бранденбурга и Гавельберга.
- Урсин, Франц (нем. Franz Ursinus; 1569—1615) — титулярный епископ Никополя (лат. Nicopolis ad Nestum) и ауксилиарий Бреслау
- Пасторий, Иоахим (1610—1682) — польский историк.
- Грифиус, Андреас (1616—1664) — немецкий поэт и драматург эпохи барокко.
- Роза, Бернхард (нем. Bernhard Rosa; 1624—1696) — аббат цистерцианского монастыря в Грюссау.
- Франкенберг, Йоханнес Генрих (нем. Joannes-Henricus de Franckenberg; 1726—1804) — немецкий архиепископ Мехелена-Брюсселя.
- Эрш, Иоганн Самуэль (нем. Johann Samuel Ersch; 1766—1828) — немецкий библиограф.
- Фюллеборн, Георг Густав (нем. Georg Gustav Fülleborn; 1769—1803) — немецкий филолог-классик и философ.
- Мунк, Саломон (нем. Salomon Munk; 1803—1867) — французский ориенталист.
- Мунк, Эдуард (1803—1871) — немецкий филолог.
- Кассель, Пауль Штефан (нем. Paulus Stephanus Cassel; 1821—1892) — немецкий писатель, историк и миссионер.
- Георг фон Дигеррн  (1848-1878) - немецкий поэт-лирик и новеллист.
- Дюмихен, Йоханнес (нем. Johannes Dümichen; 1833—1894) — немецкий египтолог.
- Цвейг, Арнольд (1887—1968) — известный немецкий писатель XX века.
- Фабиан, Йоханнес (нем. Johannes Fabian; 1937—) — немецкий антрополог, профессор Амстердамского университета.
- Фердинанд фон Рор (1783—1851) — военный министр Пруссии.

## Фотографии
- Замок князей Глогувских
- Коллегиальный костёл Успения Пресвятой Девы Марии
- Руины костёла Святого Николая
- Ратуша